# Ísafjarðarbær
Ísafjarðarbær (kiejtése: ˈiːsavjarðarpair) önkormányzat Izland Nyugati fjordok régiójában, amely 1996. június 1-jén jött létre Flateyrarhreppur, Ísafjarðarkaupstaður, Mosvallahreppur, Mýrahreppur, Suðureyrarhreppur és Þingeyrarhreppur egyesülésével.

## Fordítás
- Ez a szócikk részben vagy egészben  az   Ísafjarðarbær című izlandi Wikipédia-szócikk ezen változatának fordításán alapul.  Az eredeti cikk szerkesztőit annak laptörténete sorolja fel. Ez a jelzés csupán a megfogalmazás eredetét és a szerzői jogokat jelzi, nem szolgál a cikkben szereplő információk forrásmegjelöléseként.